# Mumor
Mumor egykor önálló község, 1965 óta Lenti városrésze.

## Fekvése
Lentitől 2 kilométerre északkeletre, a 75-ös főút mellett fekszik. Központjában ágazik ki a főútból észak felé a 7422-es út, amely a Lentitől északra fekvő, egykor önálló, de időközben a városhoz csatolt községeket, Bárhelyt, Bárszentmihályfát és Lentikápolnát kapcsolja össze egymással, illetve a 75-ös úttal. Majdnem ugyanott torkollik bele a főútba délkelet felől a Borsfától Lispeszentadorjánon és Csömödéren át idáig húzódó 7537-es út is, amely a városrész déli részén halad végig

## Története
Vályi András szerint „Magyar falu Szala Várm. földes Ura H. Eszterházy Uraság, lakosai többfélék, fekszik Lentihez közel, és annak filiája, határja néhol tsekélyes, réttye jó, földgye sovany, legelője elég, fája van tűzre, Kerka vize határját mossa.”
Fényes Elek szerint „Mumor, magyar falu, Zala vmegyében, 118 kath. lak. F. u. herczeg Eszterházy. Ut. p. A. Lendva.”
1965-ben csatolták Lentihez.

## Sport
- Mumor SE

## Nevezetességek
- Törpe csárda

## Tömegközlekedése
Mumort Lenti helyi autóbuszjáratai közül az 1-es, 90-es és 94-es autóbuszvonalai érintik. A járatokat a Volánbusz üzemelteti. A Csömödéri Állami Erdei Vasút legközelebbi megállóhelye Lentiszombathely - Mumor.